# Сандрелли, Стефания
Стефа́ния Сандре́лли (итал. Stefania Sandrelli; род. 5 июня 1946, Виареджо, Тоскана) — итальянская киноактриса.
В последние годы снимается главным образом на телевидении.

## Биография
В четырнадцатилетнем возрасте участвовала в конкурсе «Мисс Италия», а годом позже победила на аналогичном конкурсе местного значения, в своём родном городе Виареджо. Снискала известность благодаря фильму Пьетро Джерми «Развод по-итальянски», где её партнёром был Марчелло Мастроянни; финальные кадры фильма, где Стефания предстаёт в бикини, позволили широкой публике в полной мере оценить её внешние данные.
Однако дальнейшие роли Сандрелли продемонстрировали (наряду с отличной внешностью) её незаурядный талант. Следующая картина Джерми — «Соблазнённая и покинутая» и особенно фильм Антонио Пьетранджели «Я её хорошо знал», закрепили успех. Сандрелли приглашали режиссёры из Франции, в том числе Жан-Пьер Мельвиль и Жан-Пьер Моки; из Испании (Бигас Луна); знаменитый португальский режиссёр Маноэль Оливейра («Разговорное кино»). Одну из лучших своих ролей Сандрелли сыграла в фильме Бернардо Бертолуччи «Конформист».
Дочь Стефании Сандрелли — Аманда Сандрелли — также известная итальянская актриса.

## Избранная фильмография
- 1961 — Ночная молодёжь / Gioventù di notte (реж. Марио Секуи[итал.]) — Клаудиа
- 1961 — Фашистский вожак / Il federale (реж. Лучано Сальче)
- 1961 — Развод по-итальянски / Divorzio all’italiana (реж. Пьетро Джерми) — Анжела
- 1963 — Девственницы / Les Vierges (реж. Жан-Пьер Моки)
- 1963 — Старший Фершо / L’aine des Ferchaux (реж. Жан-Пьер Мельвиль)
- 1963 — Ученик булочника из Венеции / Il fornaretto di Venezia (реж. Дуччо Тессари[итал.]) — Аннелла
- 1964 — Соблазнённая и покинутая / Sedotta e abbandonata (реж. Пьетро Джерми)
- 1965 — Я её хорошо знал / Io la conoscevo bene (реж. Антонио Пьетранджели)
- 1967 — Аморальный / L’immorale (реж. Пьетро Джерми)
- 1968 — Партнёр / Partner (реж. Бернардо Бертолуччи)
- 1969 — Любовница Граминьи / L’amante di Gramigna (реж. Карло Лидзани)
- 1970 — Бранкалеоне в крестовых походах / Brancaleone alle crociate (реж. Марио Моничелли)
- 1970 — Конформист / Il conformista (реж. Бернардо Бертолуччи)
- 1972 — Альфредо, Альфредо / Alfredo, Alfredo (реж. Пьетро Джерми)
- 1974 — Преступление во имя любви / Delitto d’amore (реж. Луиджи Коменчини)
- 1974 — Мы так любили друг друга / C’eravamo tanto amati (реж. Этторе Скола)
- 1976 — Полицейский кольт «Питон 357» / Police Python 357 (реж. Ален Корно)
- 1976 — Свадебное путешествие / Le voyage de noces (реж. Надин Трентиньян)
- 1976 — Волшебники / Les Magiciens (реж. Клод Шаброль)
- 1976 — Двадцатый век / Novecento (реж. Бернардо Бертолуччи)
- 1979 — Пробка — невероятная история / L’ingorgo — Una storia impossibile (реж. Луиджи Коменчини)
- 1979 — Учитель плавания / Le maître-nageur (реж. Жан-Луи Трентиньян)
- 1980 — Терраса / La terrazza (реж. Этторе Скола)
- 1981 — Непослушание / La disubbidienza (реж. Альдо Ладо)
- 1983 — Ключ / La chiave (реж. Тинто Брасс)
- 1984 — Волшебное мгновение / Il momento magico (реж. Луиджи Одоризио)
- 1984 — Женщина в зеркале / Una Donna Allo Specchio
- 1984 — Подай на меня в суд / Mi faccia causa
- 1985 — Секреты, секреты / Segreti segreti (реж. Джузеппе Бертолуччи)
- 1985 — Мама Эбе / Mamma Ebe (реж. Карло Лидзани)
- 1986 — Невеста была прекрасна / La sposa era bellissima (реж. Пал Габор)
- 1986 — Давайте надеяться, что будет девочка / Speriamo che sia femmina (реж. Марио Моничелли)
- 1987 — По Понтию Пилату / Secondo Ponzio Pilato (реж. Луиджи Маньи)
- 1987 — Семья / La famiglia (реж. Этторе Скола)
- 1987 — Очки в золотой оправе / Gli occhiali d’oro (реж. Джулиано Монтальдо)
- 1988 — Миньон уехала / Mignon è partita (реж. Франческа Аркибуджи)
- 1988 — Чертёнок / Il piccolo diavolo (реж. Роберто Бениньи)
- 1989 — Страдивари / Stradivari (реж. Джакомо Баттиато)
- 1989 — Непорядочный дядя[итал.], реж. Франко Брузати
- 1990 — Африканка / L’Africana / Die Rückkehr (реж. Маргарете фон Тротта)
- 1990 — Странная болезнь / Il male oscuro (реж. Марио Моничелли)
- 1992 — Ветчина, ветчина / Prosciutto, prosciutto (реж. Бигас Луна)
- 1994 — С закрытыми глазами / Con gli occhi chiusi (реж. Франческа Аркибуджи)
- 1996 — Ускользающая красота / Io ballo da sola (реж. Бернардо Бертолуччи)
- 1996 — Простушка-нимфа / Ninfa plebea (реж. Лина Вертмюллер)
- 1998 — Ужин / La cena (реж. Этторе Скола)
- 1999 — Обнажённая маха / Volavérunt (реж. Бигас Луна)
- 2001 — Последний поцелуй / L’ultimo bacio (реж. Габриеле Муччино)
- 2003 — Разговорный фильм / Um Filme Falado (реж. Маноэль де Оливейра)
- 2003 — Бронированный / Blindati (реж. Клаудио Фрагассо)
- 2010 — Первое прекрасное / La prima cosa bella (реж. Паоло Урци)
- 2024 — Партенопа / Partenope (реж. Паоло Соррентино)

## Награды
- Великий офицер ордена «За заслуги перед Итальянской Республикой» (8 марта 2004 года)[1].
- Кавалер ордена искусств и литературы (11 мая 2012, Франция)[2].
- 10 сентября 2005 на МКФ в Венеции Стефании Сандрелли был вручён почётный приз «Золотой Лев» за вклад в киноискусство.
- Стефания Сандрелли — трижды лауреат премии «Давид Донателло», в том числе за фильм Франчески Аркибуджи «Миньон уехала» (1989).
- Приз лучшей актрисе МКФ в Сан-Себастьяне за роль в фильме «Любовница Граминьи» (1969)